# Mundeh
Mundeh is een bestuurslaag in het regentschap Tabanan van de provincie Bali, Indonesië. Mundeh telt 2448 inwoners (volkstelling 2010).